# Галлахер, Том
То́мас Па́трик Га́ллахер (англ. Thomas Patrick Gallagher; 11 сентября 1940, Манхэттен, Нью-Йорк, штат Нью-Йорк, США — 8 июля 2018, Уолл-Тауншип, штат Нью-Джерси, США) — американский государственный служащий и дипломат. Первый сотрудник в истории Зарубежной службы США, открыто признавший свою гомосексуальную ориентацию в 1976 году. Его вклад на дипломатической службе был отмечен наградой Государственного департамента США — премией имени Элинор Додсон-Траджен (2012).

## Личная жизнь
Родился 11 сентября 1940 года на Манхэттене в Нью-Йорке в семье американцев ирландского происхождения — шофёра Томаса Галлахера и горничной Мэри Джозефин Галлахер, урождённой Мёрфи. Родители его работали прислугой в городе Дил, в штате Нью-Джерси. В этом городе прошло детство Галлахера. Начальное образование получил в католической школе в городе Асбери-Парк. Продолжил обучение в средней католической школе в городе Ред-Банк. В 1962 году окончил Монмутский университет со степенью бакалавра политологии. Позднее защитил степень магистра в Университете Южной Калифорнии.
В 1966 году сочетался браком с Кэролайн Уоррелл. Несмотря на хорошие отношения между супругами, брак распался в 1972 году. Тогда же Галлахер перестал скрывать свою гомосексуальную ориентацию. В 2017 году он сочетался вторым браком с Амином Дулкомони. Вместе с супругом жил в доме в городе Тинтон-Фоллс. Умер 8 июля 2018 года в Уолл-Тауншип в штате Нью-Джерси.

## Карьера
Сразу по окончании Монмутского университета поступил в Корпус мира и был направлен с гуманитарной миссией в Эфиопию. В 1965 году поступил в Государственный департамент и был назначен на дипломатическую службу в Саудовскую Аравию. Был переправлен на дипломатическую службу в Нигерию. Затем получил назначение на место генерального консула США в Гуаякиле, в Эквадоре.
После развода, когда Галлахер перестал скрывать свою ориентацию, он стал открыто высказываться в поддержку прав ЛГБТ. В 1975 году его пригласили выступить с докладом на конференции в Вашингтоне под названием «Гомосексуалы и федеральное правительство». Галлахер был первым служащим Государственного департамента открыто признавшим себя гомосексуалом. Его позиция по этому вопросу привела к увольнению с государственной службы в 1976 году из-за давления со стороны службы безопасности.
Вернулся к гражданской жизни. С конца 1970-х до середины 1990-х годов работал социальным работником для пациентов с ВИЧ / СПИДом в Лос-Анджелесе, в штате Калифорния. В 1994 году вернулся на государственную службу и служил в дипломатических представительствах США в Испании, Бельгии, Эритрее и Судане. Последним местом работы Галлахера была должность в Управлении международного здравоохранения. В 2005 году вышел с государственной службы на пенсию. В 2012 году был удостоен премии имени Элинор Додсон-Траджен. Активно выступал за защиту прав ЛГБТ по всему миру. Во время речи на вручении ему премии Монмутского университета в 2014 году Галлахер сказал: «Гомосексуальность по-прежнему карается смертной казнью в дюжине или около того стран по всему миру. Учёные Саудовской Аравии обсуждают вопрос о том, станет ли ислам более ортодоксальным если начнёт побивать гомосексуалов камнями, а не обезглавливать их. Бруней, Нигерия, Россия, Южная Африка и Уганда недавно сделали большие шаги назад. У нас ещё долгий путь».